# Ilex kingiana
Ilex kingiana är en järneksväxtart som beskrevs av Cockerell. Ilex kingiana ingår i släktet järnekar, och familjen järneksväxter. Inga underarter finns listade i Catalogue of Life.